# Desperado (album, Eagles)
Desperado je druhé studiové album americké skupiny Eagles. Vydáno bylo v dubnu roku 1973 společností Asylum Records. Nahráno bylo v londýnském studiu Island Studios a jeho producentem byl Glyn Johns. V hitparádě Billboard 200 se deska umístila na 41. příčce. V USA se stala dvakrát platinovou (RIAA).

## Seznam skladeb
1. „Doolin-Dalton“
2. „Twenty-One“
3. „Out of Control“
4. „Tequila Sunrise“
5. „Desperado“
6. „Certain Kind of Fool“
7. „Doolin-Dalton (Instrumental)“
8. „Outlaw Man“
9. „Saturday Night“
10. „Bitter Creek“
11. „Doolin-Dalton“ / „Desperado (Reprise)“

## Obsazení
- Glenn Frey – kytara, klavír, elektrické piano, harmonika, zpěv
- Don Henley – bicí, kytara, zpěv
- Bernie Leadon – kytara, mandolína, banjo, dobro, zpěv
- Randy Meisner – baskytara, zpěv